# 伊戈爾·賽斯靈
伊格爾·西里寧（Igor Sijsling，1987年8月18日—）出生于阿姆斯特丹，是一位荷蘭男子職業網球運動員，他的母亲是塞尔维亚人，他在童年时期曾接触过多个体育项目。他于2005年转为职业球员。

## 外部連結
- 官方网站
- 伊戈爾·賽斯靈（英文/西班牙文）的官方資料
- 伊戈爾·賽斯靈的國際網球總會 職業／青少年 官方資料（英文）
- 伊戈爾·賽斯靈的官方資料（英文）